# Gai Licini Geta
Gai Licini Geta (en llatí: Gaius Licinius Geta) va ser un magistrat romà dels segles II i I aC. Formava part de la gens Licínia.
Va ser elegit cònsol l'any 116 aC. Va ser expulsat del senat pels censors l'any 115 aC juntament amb 31 senadors més. Més tard va recuperar el seu rang de senador al següent cens. Ell mateix va tenir també el càrrec de censor a l'any 108 aC.